# John Bird (baron Bird)
Pour les articles homonymes, voir John Bird et Bird.
John Anthony Bird (né le 30 janvier 1946) est un entrepreneur social britannique et pair à vie. Il est surtout connu en tant que cofondateur de The Big Issue, un magazine édité par des journalistes professionnels et vendu par des vendeurs de rue sans abri ou en situation de vulnérabilité. 
Le baron Bird siège parmi les crossbenchers à la Chambre des Lords.

## Jeunesse
Né à Notting Hill d'ascendance irlandaise, sa famille habitait dans la pauvreté chez un bidonville de Londres. Il devient sans-abri à l'âge de cinq ans, réside dans un orphelinat entre l'âge de sept et dix ans et est souvent exclu de l'école .
Il devient garçon boucher après avoir quitté l'orphelinat et complète ses revenus en volant . Entre deux emplois, il fait plusieurs séjours en prison pendant son adolescence et sa vingtaine où il apprend à lire, à écrire et les bases de l'imprimerie .
Bird fréquente la Chelsea School of Art, mais est à nouveau sans abri en 1967, dormant dans la rue à Édimbourg tout en étant recherché par la police pour des délits mineurs . Au début des années 1970, il commence à tirer parti de son éducation en prison et crée une petite entreprise d'impression et d'édition à Londres .
Pendant deux semaines en 1970, il travaille comme plongeur à la cantine au palais de Westminster, une institution dans laquelle il retournera plus tard en tant que pair à vie .

## The Big Issueet les sans-abri
En septembre 1991, Bird lance The Big Issue avec Gordon Roddick, cofondateur de The Body Shop. En novembre 1995, il lance The Big Issue Foundation pour soutenir davantage les fournisseurs de The Big Issue.
Il siège actuellement au conseil d'administration de The Big Issue Group, qui comprend The Big Issue, Big Issue Invest (sa branche d'investissement social) et The Big Issue Foundation.
Le magazine Big Issue commence comme une entreprise londonienne, mais s'étend avec des éditions et des services spécifiques à d'autres villes britanniques, puis à d'autres pays. Bird est également le fondateur de l'International Network of Street Papers, qui comprend désormais plus de 100 journaux de rue et est publié dans 34 pays en 24 langues.
En 2001, avec le président du Big Issue Group, Nigel Kershaw, Bird fonde Big Issue Invest  un fournisseur de financement pour les entreprises, les organisations caritatives et les ONG dans le but de créer un changement social positif.
Il s'agit de la branche d'investissement social de The Big Issue Group et ne s'occupe initialement que du financement de prêts. En 2009, Big Issue Invest lance un fonds d'investissement social et a depuis investi plus de 30 £ millions dans des centaines d'entreprises sociales ayant un impact positif dans les communautés à travers le Royaume-Uni.

## Activité politique
Bird est membre du Parti révolutionnaire des travailleurs dans les années 1970 .
En mars 2007, Bird annonce son intention de se présenter aux élections au poste de maire de Londres en tant que candidat indépendant . En mai 2007, il dévoile son manifeste électoral pour le scrutin de 2008  mais en octobre de la même année, Bird annonce qu'il a décidé de ne pas se présenter et qu'il va plutôt lancer un mouvement « pour essayer de faire ce que le CND a fait sur la bombe, mais sur l'injustice sociale" . En novembre 2016, Bird suggère qu'on lui avait demandé de se présenter comme candidat du Parti conservateur en 2007 – à la place du futur maire et actuel Premier ministre, Boris Johnson – mais a décliné l'offre.
Bird est un ambassadeur de l'entreprise sociale, un programme géré par la Social Enterprise Coalition pour promouvoir la sensibilisation à l'entreprise sociale - un modèle commercial utilisé pour répondre à des besoins sociaux ou environnementaux. Le programme est soutenu par le Bureau du tiers secteur, qui fait partie du Cabinet du gouvernement britannique, et se déroule entre 2007 et 2010 .
Bird est nommé pour une pairie à vie par la Commission des nominations de la Chambre des Lords en octobre 2015 pour devenir un « pair du peuple » sans parti politique . Le 30 octobre, il est créé baron Bird, de Notting Hill dans le Borough royal de Kensington et Chelsea, siégeant en tant que Crossbencher.
Le travail de Bird est non partisan et se concentre sur le démantèlement des causes profondes de la pauvreté au Royaume-Uni, en mettant l'accent sur le bien-être des générations futures, l'intervention précoce et la prévention. À la Chambre, il s'exprime également sur l'entreprise sociale, la mobilité sociale, l'alphabétisation et les arts.
Il copréside les groupes parlementaires multipartites sur les générations futures et les bibliothèques, et est vice-président des groupes sur la pauvreté, l'élimination de l'itinérance et l'entreprise sociale. Il dirige des débats sur la pauvreté, l'alphabétisation et les affaires sociales, et est membre du comité consultatif du Lord Speaker sur les œuvres d'art .
Bird travaille à la promotion d'un projet de loi d'initiative parlementaire, le projet de loi sur le bien-être des générations futures, dans le cadre d'une campagne multipartite, Today For Tomorrow.

## Prix et reconnaissance
Bird est nommé membre de l'Ordre de l'Empire britannique (MBE) pour « services aux sans-abri » lors des honneurs d'anniversaire de 1995 et en 2006, il reçoit le prix Beacon Fellowship pour son originalité dans la sensibilisation au sans-abrisme et son soutien aux communautés de sans-abri dans le monde entier .
Il est professeur invité à l'École de journalisme de l'Université de Lincoln et détient un doctorat honorifique en commerce de l'Université de Plymouth et un doctorat honorifique en lettres de l'Université Oxford Brookes. Il est membre honoraire de l'Université de Liverpool John-Moores et Goldsmiths, University of London.
Bird est nommé rédacteur en chef de l'année de la British Society of Magazine Editors en 1993 et reçoit le prix The Revd. Prix Marcus Morris de la Professional Publishers Association en 2000. En 2018, Bird est intronisé au Temple de la renommée de la Professional Publishers Association.
En 2008, Bird est nommé Entrepreneur de l'année par Ernst & Young. En 2015, il devient membre senior d'Ashoka et en 2017, il est membre de Social Enterprise UK .